# NGC 1666
NGC 1666 је спирална галаксија у сазвежђу Еридан која се налази на NGC листи објеката дубоког неба.
Деклинација објекта је - 6° 34' 10" а ректасцензија 4h 48m 32,8s. Привидна величина (магнитуда) објекта NGC 1666 износи 12,7 а фотографска магнитуда 13,6. NGC 1666 је још познат и под ознакама MCG -1-13-10, NPM1G -06.0173, PGC 16057.